# 엘리 민츠
에드워드 "엘리" 민츠(영어: Edward "Eli" Mintz, 1904년 8월 1일~1988년 6월 8일)는 미국의 배우이다.

## 출연 작품

### 영화
- 스타더스트 메모리스 (1980년)
- 프라우드 레벨 (1958년)
- 스튜디오 원 (1948년)